# Rohrzucker
Rohrzucker ist die Warenbezeichnung für Haushaltszucker (Saccharose, von lateinisch saccharum), der aus Zuckerrohr gewonnen wird und auf dem Weltmarkt einen Anteil von 80 Prozent hat.
In Mitteleuropa wird die Herstellung von Zucker aus Zuckerrüben politisch gefördert, der chemisch mit reinem Rohrzucker identisch ist. Die Saccharose, aus der Zucker aufgebaut ist, ist ein Disaccharid, also aus zwei Monosaccharidmolekülen (Glucose und Fructose) aufgebaut. Die Summenformel lautet C12H22O11.

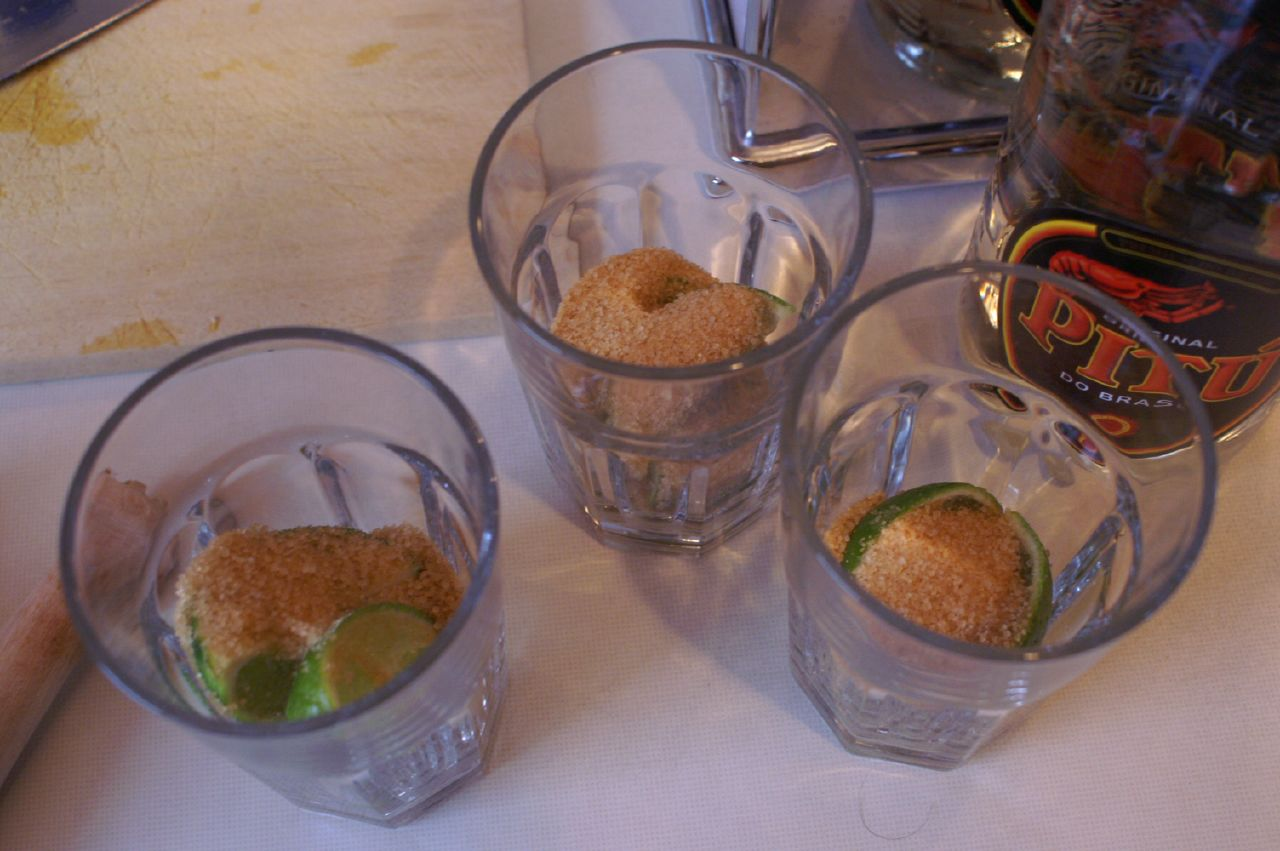
Brauner Rohrzucker als Zutat für Caipirinha

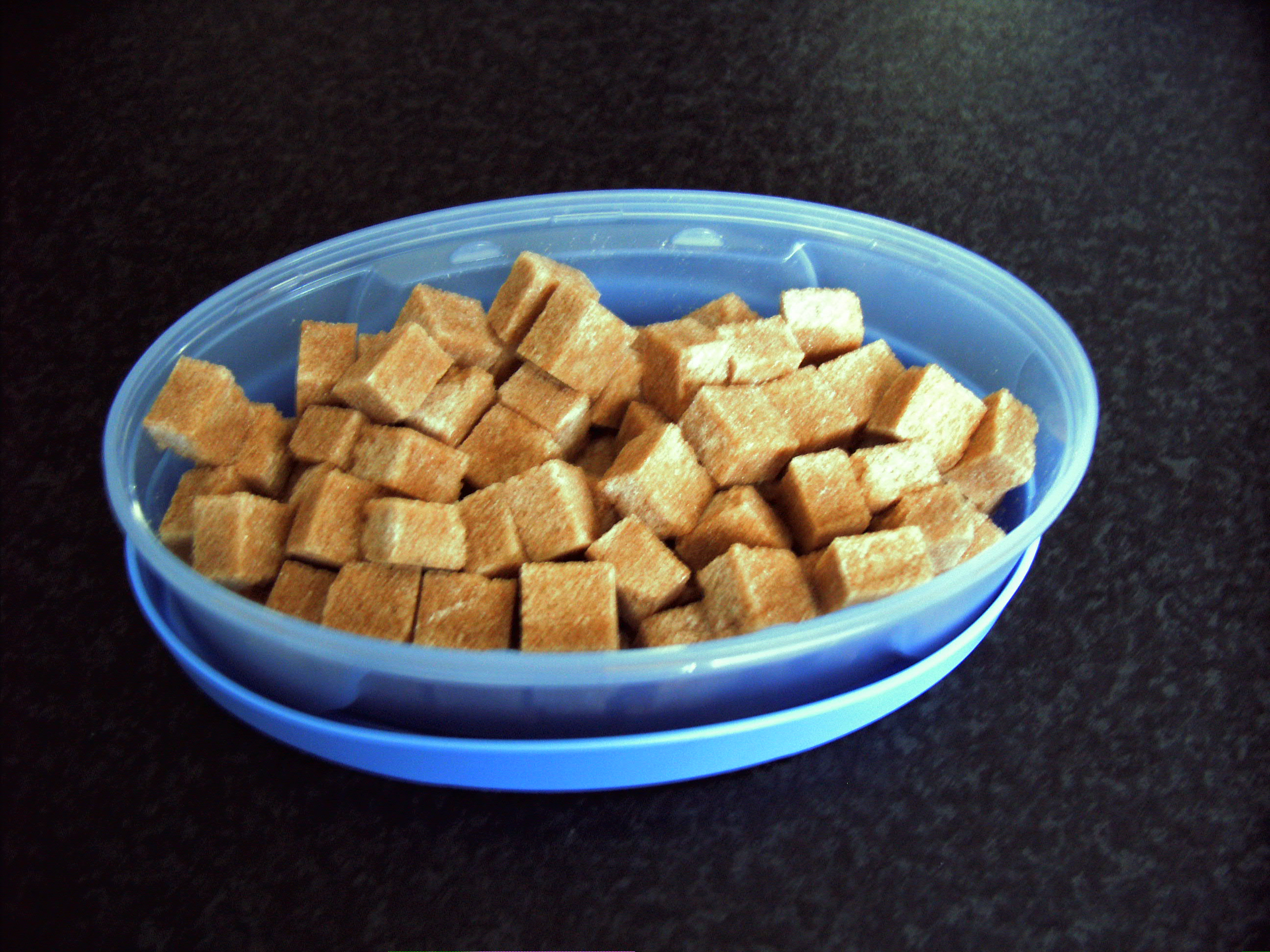
Brauner Zucker in Würfelform

## Herkunft

### Zuckerrohr
Zuckerrohr (Saccharum officinarum L.; früher Arundo sacchararia L.), ein Gras mit 4 bis 6 cm dicken Stängeln aus der Familie der Poaceae, enthält einen süßen Saft, der zur Zuckerproduktion ausgepresst wird. Anbauländer sind u. a. Brasilien, Kuba, Mauritius, USA, Südafrika, Australien und die Philippinen.
Der Ursprung des Zuckerrohrs liegt in Polynesien. Seit dem 5. Jahrhundert wird es in Indien landwirtschaftlich genutzt. Die Kreuzfahrer brachten den Zucker nach Europa. Hauptumschlagsplatz war Venedig. Der Zucker galt damals als Luxusartikel, so dass der größte Teil der Bevölkerung die Speisen weiterhin – wenn überhaupt – mit Honig oder zu Sirup eingekochtem Fruchtsaft süßte.
In Sizilien und Südspanien wurde das Zuckerrohr zunächst von den Arabern angebaut. Nach der Reconquista verlagerten die Spanier den Anbau auf die Kanarischen Inseln, von wo er in die Karibik und damit auch nach Jamaika gelangte.
Die Portugiesen brachten die Pflanze nach Südamerika und bauten bereits im 16. Jahrhundert weite Flächen in Brasilien an. Der Zuckeranbau in Brasilien und in der Karibik leitete den „Zuckerzyklus“ der Kolonisationsgeschichte ein. Über nahezu 200 Jahre waren Anbau, Transport und Handel nach Europa die wirtschaftliche Grundlage der Kolonien und des Reichtums der Könige in Lissabon und Madrid, bis die ersten Goldfunde in Brasilien gegen Ende des 17. Jahrhunderts einen neuen Wirtschaftszyklus einleiteten.

### Förderung des Rübenzuckers in Europa
1747 entdeckte der Apotheker Andreas Sigismund Marggraf, dass die Runkelrübe (Beta vulgaris ssp. vulgaris, Crassa-Gruppe) knapp 2 % Zucker enthält, der mit dem Rohrzucker chemisch identisch ist. Um 1786 begann Franz Karl Achard, den Zuckergehalt durch Züchtung zu erhöhen – aktuelle Zuckerrübensorten enthalten 17 bis 22 % – und Verfahren zu entwickeln, den Zucker aus den Rüben zu isolieren.
Durch die von Napoleon verhängte Kontinentalsperre wurde zudem der Import von Rohrzucker aus Übersee erschwert, daher war man in Preußen erfreut, unabhängig von Zuckerimporten zu werden und den Zucker zu einem Preis anbieten zu können, der für weite Teile der Bevölkerung bezahlbar war.
In der EU bemühte man sich, die heimische Zuckerindustrie zu begünstigen, indem man Rohrzucker mit hohen Zöllen belegte. Zudem gab es bis zum 30. September 2017 die EU-Zuckermarktordnung, die den Rübenzucker durch eine vorgegebene Quotenregelung konkurrenzfähig halten sollte. Lobbyverbände bedauern, dass auch die festgelegten Mindestpreise für Quotenrüben weggefallen sind und beklagen eine „Wettbewerbsverzerrung“ zu Gunsten des Rohrzuckers, obwohl sogar der Rübenanbau selbst, in 11 von 19 EU-Ländern noch immer subventioniert wird.
Die Herstellung von Rohrzucker ist wegen der deutlich höheren Ausbeute und der niedrigeren Löhne in den Anbauländern viel günstiger als die Produktion von Rübenzucker. Zölle sorgen jedoch nach wie vor für eine künstliche Verteuerung des Rohrzuckers, der sonst – trotz der weiten Transportwege – preisgünstiger als Rübenzucker angeboten werden könnte. Weltweit werden etwa 80 Prozent des angebotenen Zuckers aus Zuckerrohr gewonnen (Stand 2024).

## Verarbeitung

### Kräuterbonbons
Solange der Zucker ein Luxusartikel war, wurde er von Apothekern mit Heil- und Gewürzmitteln (Anis, Fenchel) vermengt und zu Kräuterbonbons (Confectiones) verarbeitet. Dazu wurde der Zucker erhitzt, so dass er karamellisierte und zähflüssig wurde. Durch Zugabe von Stärkemehl wurde verhindert, dass der Zucker beim Erkalten auskristallisierte und die Bonbons trüb wurden. Die mit den Zusatzstoffen versetzte Masse wurde auf Steinplatten ausgegossen und in kleine Stücke zerschnitten.

## Zuckersorten

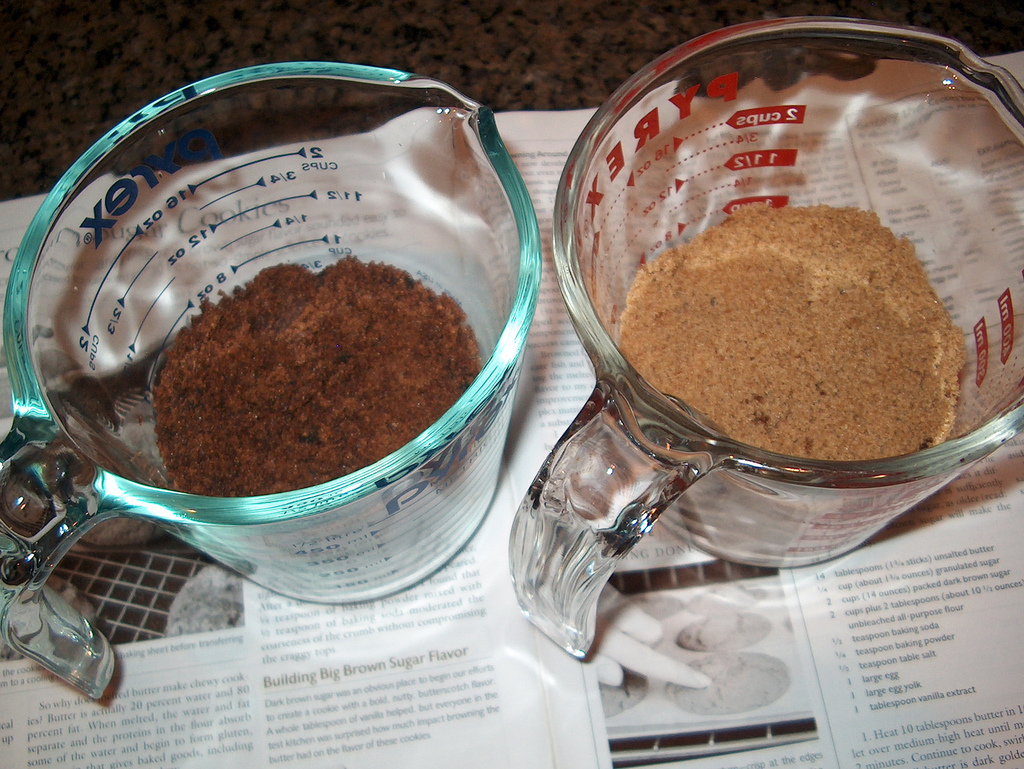
Muscovado-Zucker (links), anderer brauner Zucker (rechts)

Neben dem weißen Raffinade-Zucker gibt es Roh-Rohrzucker und Vollrohrzucker (auch „Muscovado“ genannt), der auch als getrockneter Zuckerrohrsaft bezeichnet wird. Roh-Rohrzucker ist teilweise raffiniert und enthält 0,3 bis 1 % Melasse. Vollrohrzucker ist unraffiniert und enthält alle im Zuckerrohr enthaltenen Mineralien, insbesondere Eisen, Magnesium, Calcium und Phosphor sowie B-Vitamine. Der braune Zucker weist gegenüber dem Weißzucker keine wesentlichen physiologischen Vorteile auf. Das Vorkommen verunreinigender Fremdstoffe wird kritisch diskutiert. Charakteristisch für diesen Zucker ist der intensive Eigengeschmack nach Melasse.
Eine dunklere Version des Roh-Rohrzuckers mit großen Kristallen und ca. 2 bis 3 % Melassegehalt nennt man Golden Brown oder Demerara.
Der Begriff „Rohrzucker“ wird oft auch fälschlicherweise als Bezeichnung für braunen Zucker verwendet, obwohl es auch braunen Zucker gibt, der aus Rüben gewonnen wird. Dieser ist jedoch ein raffinierter Zucker, der aus braunem Kandissirup hergestellt wird, daher ist auch die Bezeichnung „Kandisfarin“ gebräuchlich. Im Französischen ist der generische Begriff für jeden unraffinierten (braunen) Zucker cassonade.

## Ökobilanz
Laut einer von der Schweizer Zucker AG herausgegebenen Studie belastet Bio-Rübenzucker die Umwelt um etwa 37 % weniger als Bio-Fairtrade-Rohrzucker aus Paraguay. Dies ist – neben dem Import aus Übersee – auf diverse Aspekte im landwirtschaftlichen Anbau und in der Zuckerfabrikation zurückzuführen. In Süddeutschland und in der Schweiz sind die Felderträge im Rübenanbau mit 58 t/ha geringfügig höher als die Felderträge im Zuckerrohranbau in Paraguay mit 55,5 t/ha und gleichzeitig weisen die Schweizer Fabriken mit 1 t Zucker aus 6,6 t Rüben eine viel höhere Zuckerausbeute auf als die Zuckerfabriken in Paraguay mit 1 t Zucker aus 11,4 t Zuckerrohr. Entsprechend muss im Vergleich zu Paraguay etwa 45 % weniger Anbaufläche landwirtschaftlich bewirtschaftet werden, um die für 1 t Zucker erforderliche Rüben- beziehungsweise Zuckerrohrmenge zu produzieren. Aufgrund des hohen Anteils des Anbaus am Umweltfußabdruck des Bio-Zuckers beeinflusst dies die Resultate sehr stark zugunsten des Rübenzuckers.